# Jacques Clément

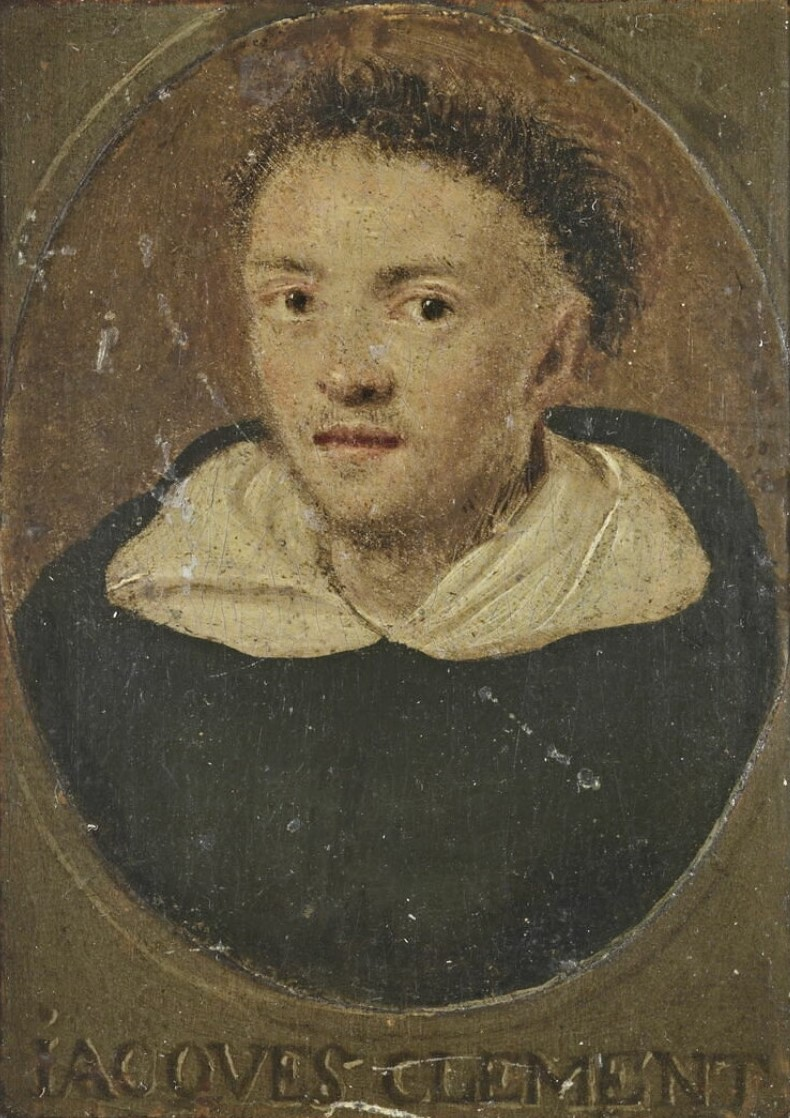
Jacques Clément, portret din sec. al XVI-lea

Jacques Clément (n. Serbonnes 1567 - d. Saint-Cloud 1 august 1589) a fost un călugăr din Ordinul Dominican, care l-a asasinat pe Henric al III-lea al Franței la 1 august 1589.

## Biografie
Jacques Clément s-a născut la Serbonnes, astăzi Yonne, în Franța și devine călugăr dominican. E posibil ca înainte de a deveni călugăr la Conventul Iacobin din Serbonne, să fi fost soldat. Apoi a continuat studiile la Conventul Dominican din Paris, unde era numit și Iacobinul, un alt nume dat dominicanilor. Devine membru în Liga Catolică, în timpul războaielor religioase franceze și fiind un fanatic religios era decis să-i extermine pe eretici. După uciderea ducelui de Guise, decide să-l asasineze pe Henric al III-lea, pe care îl vedea ca un inamic al catolicismului. Părăsește Parisul și pleacă la Saint-Cloud, unde se găsea Henric al III-lea care controla asediul capitalei. În 31 iulie îl însoțește pe Jacques la Guesle, procurorul general al Parlamentului din Paris pentru a-l întâlni pe rege. A doua zi se prezintă la rege pretextând că are scrisori importante, iar Henric datorită confidențialității scrisorilor, cere să fie lăsat singur cu Clément. Prefăcându-se că caută aceste scrisori, a scos cuțitul și l-a pumnalat pe Henric al III-lea în stomac.

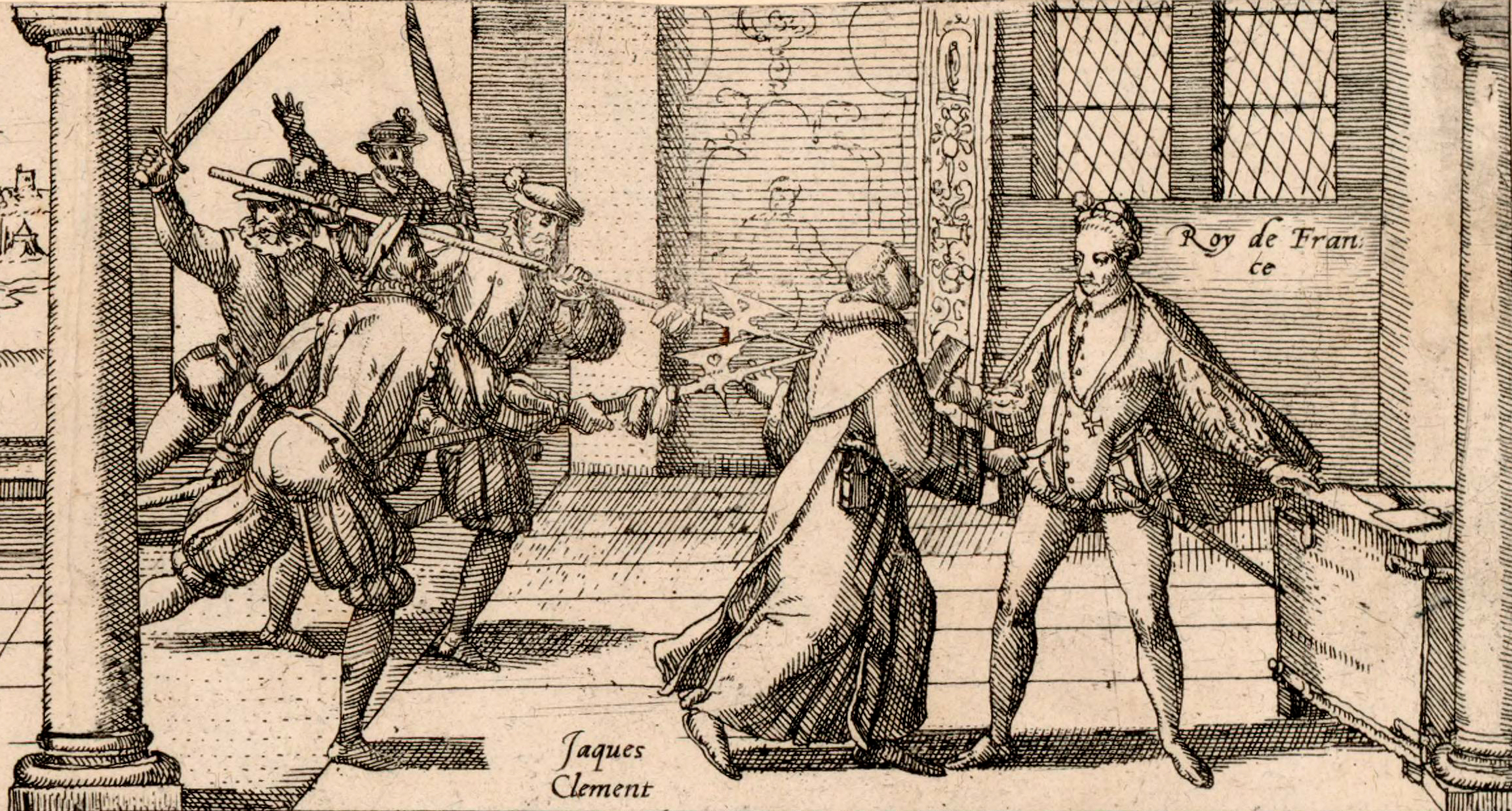
Asasinarea lui Henric al III-lea

Regele reușește să-l îndepărteze pe Clément și strigă: "Nelegiuitule! M-ai ucis!" alertând gărzile, faimoșii cei patruzecișicinci, care l-au ucis pe Clément cu spadele lor. Regele a murit în timpul nopții, după ce l-a numit pe Henric de Navarra succesorul său. Jacques Clément a fost pedepsit post-mortem, corpul său fiind sfârtecat, resturile arse, iar cenușa aruncată în Senna, pentru a împiedica venerarea oaselor lui ca pe niște relicve. Actul lui Clément a fost evaluat în diverse moduri de o creștinătate zguduită de războaie religioase. Papa Sixt al V-lea l-a considerat un martir și dorea canonizarea lui Clément. Liga Sfântă a considerat că asasinarea ducelui Henric de Guise din 1588 a fost răzbunată. Moartea tragică și dramatică a lui Henric al III-lea, a fost prima asasinare a unui rege al Franței după apariția Capețienilor. Pentru diverse decenii, Clément va fi luat ca model de alți regicizi (vezi Jean Châtel). Douăzeci de ani mai târziu va fi asasinat Henric al IV-lea de către un alt fanatic religios,  Ravaillac.